# 404 هـ
404 هـ هي سنة في التقويم الهجري امتدت مقابلةً في التقويم الميلادي بين سنتي 1013 و1014.

## مواليد
- أبو الحسن المجاشعي
- أبو عبيد البكري
- أبو عبيد الله البكري

## وفيات
- الزهراوي